# الصناعات المعرفية
الصناعات المعرفیة ھي تلك الصناعات التي تعتمد بشكل كبیر على استخدام التكنولوجیا ورأس المال البشري، بینما تعتمد معظم الصناعات بطریقة ما على المعرفة كإدخال وتعتمد الصناعات المعرفیة بشكل خاص على المعرفة والتكنولوجیا لتولید الإیرادات وتشمل بعض الصناعات المدرجة في ھذه الفئة التعلیم والاستشارات والعلوم والتمویل والتأمین وتكنولوجیا المعلومات والخدمات الصحیة والاتصالات، اقترح الاقتصادي النمساوي الأمریكي فريتز ماخلوب مصطلح "الصناعة المعرفية" لوصف ھذه الصناعات في سیاق فكرته الجديدة حول الاقتصاد المعرفي.
إن إنتاج المعرفة قبل الثورة العلمیة كان له تأثیر اقتصادي ضئیل وكان یمارس على نطاق صغیر، منذ ذلك الحین أصبحت المعرفة واحدة من أكبر وأھم القطاعات الصناعیة في التجارة العالمیة كان ظھور المعرفة كصناعة أمراً أساسیاً في الاستمرار في النظام الرأسمالي الحدیث، ویعتمد الاقتصاد الرأسمالي الحدیث على تطویر التكنولوجیا بشكل مستمر وتغییرھا حیث كانت الاقتصادات قبل العصر الحدیث تمیل إلى تلبیة احتیاجات محددة وثابتة، یعمل الاقتصاد الحدیث عن طریق إیجاد احتیاجات جدیدة لتحقیق أرباح مستدامة وتعد صناعة المعرفة ھي المكون الرئیسي للاحتیاجات في الأنظمة الاقتصادیة الحدیثة وبالتالي تلعب دوراً حيوياً في مثل ھذه الأنظمة.
على الرغم من أن صناعات المعرفة كانت تظھر كقطاع ھام في الاقتصاد الحدیث، لم يتم إجراء الكثير من الدراسة حتى الستينيات حول المعرفة كمورد أو حول الأدوار التي تلعبها في الصناعة. اقترح الاقتصادي النمساوي الأمریكي فریتز ماخلوب وشھرته أولى الأفكار حول صناعات المعرفة والاقتصاد المعرفي في كتابه عام 1962 "إنتاج وتوزیع المعرفة في الولایات المتحدة". منذ نشر تلك الكتابة بدأ العدید من الاقتصادیین في تحسین فكرة صناعة المعرفة على سبیل المثال لدراسة تأثیر صناعة المعرفة على الاقتصاد الكندي على مر الزمن، قسم الاقتصادیون الكندیون مختلف صناعات المعرفة إلى فئات منخفضة ومتوسطة وعالیة المعرفة  اعتبرت ھذه الفئات العدید من السمات لھذه الصناعات مثل الأجور ونسبة رأس المال المستخدم في البحث والتطویر ونسبة العمال الذین حازوا على درجات الجامعة.

### التعليم
كصناعة معرفیة كان التعلیم یمثل حوالي 30% من الناتج الإجمالي الوطني في الولایات المتحدة في أواخر الستینیات، تسھم المدارس بشكل كبیر في إنتاج واستیعاب المعرفة وتلعب دوراً كبيراً في الاقتصاد على الرغم من أنه من الصعب تقدیر اقتصادیات التعلیم إلا أنه یمكن عرض بسهولة أن المدارس ھي وحدات اقتصادیة حیث تستخدم الموارد لتحقیق أھدافھا، وبالمثل یظھر بوضوح أن المؤسسات التعلیمیة والنظام التعلیمي نفسه یخضعان لعملیة صناعة، تتمتع المدارس أيضاً بالخصائص الاقتصادیة المھمة للأعمال التجاریة حیث توظف أشخاصاً للعمل من أجلها،  بالإضافة إلى ذلك مع زیادة تأثیر التفاعل العالمي في جمیع جوانب الاقتصاد أصبح التعلیم العالي أكثر توجهاً لدعم الأھداف التجاریة غالباً على حساب القطاعات غیر الربحیة والعامة.

### الاتصالات
تعتبر صناعة الاتصالات، بما في ذلك الاتصالات السلكية واللاسلكية، صناعة معرفیة ھامة وتتمیز بأنھا "خدمة متوسطة المعرفة". یتم إنتاج نمو المعرفة في صناعة الاتصالات عادة من خلال البحث والتطویر. ُیشار إلیھا باسم خدمة متوسطة المعرفة بسبب مستویات استثمار أقل في عمال المعرفة مقارنة بالخدمات عالیة المعرفة مثل الطب والتعلیم وصناعة الطیران والفضاء.

### الصحة والمنتجات الطبیة
تعتبر صناعة الأدویة صناعة معرفیة رئیسیة في كثیر من الطرق وتمثل ھذه الصناعة نموذجاً للصناعات ذات المعرفة العالیة حیث یتم استثمار مواردھا بشكل كبیر في الباحثین المتخصصین والمتعلمین تعلیماً عالياً, نتیجة للمھارة والوقت الضروري لتطویر الأدویة والمنتجات الطبیة، وتوظف شركات الأدویة أشخاصاً متعلمین یتقاضون أجوراً عالیة.
1. ↑  (الصناعات والخدمات القائمة على المعرفة) نسخة محفوظة 2022-10-27 على موقع واي باك مشين.
2. ↑  ، ریتشارد آر. "دور المعرفة في النمو الاقتصادي." العلوم 140، رقم 3566 )1963(
3. ↑  غسیب، ھشام (2012). "نظریة لصناعة المعرفة"
4. 1 2 3 4 5  جیرا، سوریندرا، وكورت مانغ. "الاقتصاد قائم على المعرفة: تحولات في الإنتاج الصناعي." السیاسة العامة الكندیة / تحلیل السیاسات 24، رقم 2 (1998)
5. 1 2 3  لوفنشتاین، مینو (1965). نظریة التنفیذ، المجلد 4، رقم 5، الضغوط التجاریة في المدارس. تایلور وفرانسیس، المحدودة.
6. ↑  لي تان خوي (1967). صناعة التعلیم، باریس، إیدیسیون دي مینویت.
7. ↑  مویغلین، بییر، مدیر(2016). صناعة التعلیم. مقتطفات تعلیقیة 1913-2012، باریس، بریسیس یونیفرسیتیر دو فانسین
8. ↑  أبیلیس، توم ب. (1998). "التكنولوجیا، العولمة، والجامعة". المجلة الدولیة للسلام العالمي.